# Robert Weber (Hörspielautor)
Robert Weber (* 1966 in Ochsenfurt) ist ein deutscher Hörspielautor.

## Hörspiele (Auswahl)
- 2002: Hinter jeder Ecke ein Heckenschütze vom Arbeitsamt (Plopp! Award 2002)
- 2004–2008: Wurfsendung (Mini-Hörspielserie) Nr. 16, 53, 74, 119 (DLRKultur), u. a. mit Françoise Cactus
- 2005: 36 dramatische Situationen im Leben des Georg Polti (WDR)
- 2007: Vom Vergessen der Zeit (40-teilig) (Radio Eins)
- 2008: Heiermann – Der letzte seiner Art (SWR)
- 2009: Zahltag – Die Serie zur Krise (5-teilig) (RBB)
- 2010: Die besten Filme aller Zeiten (SWR)
- 2010: Die Infektion - Regie: Annette Kurth (WDR)[1]
- 2014: Heinrich, Vorname Hauptfeldwebel (DLRKultur)
- 2014: Die Infektion II – Die Insel - Annette Kurth (WDR)[2]
- 2016: Die geheimen Protokolle des Schlomo Freud (WDR)
- 2016: Die Infektion III – Das Boot - Regie:Annette Kurth (WDR)[3]
- 2016–2017: Kilroy was here (10-teilig) (SWR/SRF)
- 2018: Des Teufels langer Atem (4-teilig)- Regie: Annette Kurth (WDR)[4] (Hörspiel des Monats)
- 2021: Golgatha (8-teilige Serie) - Regie: Annette Kurth (WDR)[5]

## Bücher
- Ahne, Andreas Krenzke, Michael Stein, Lt. Surf, Tube, Robert Weber: Die Surfpoeten. Voland & Quist, Dresden/Leipzig 2004, ISBN 3-938424-01-X (mit Audio-CD).
- Ich bin der Roman. Voland & Quist, Dresden 2005, ISBN 978-3-938424-06-3.
- Ahne, Andreas Krenzke, Michael Stein, Tube, Robert Weber: Die Rückkehr der Surfpoeten. Voland & Quist, Dresden/Leipzig 2007, ISBN 978-3-938424-24-7 (mit Audio-CD).

## Auszeichnungen
- 1989: Scharfrichterbeil, als Weber & Schuster (zusammen mit Ralf Schuster)[6]
- 2002: Plopp! Award[7][8]
- 2018: Hörspiel des Monats (Des Teufels langer Atem)[9]